# Kalkfabrik Netstal

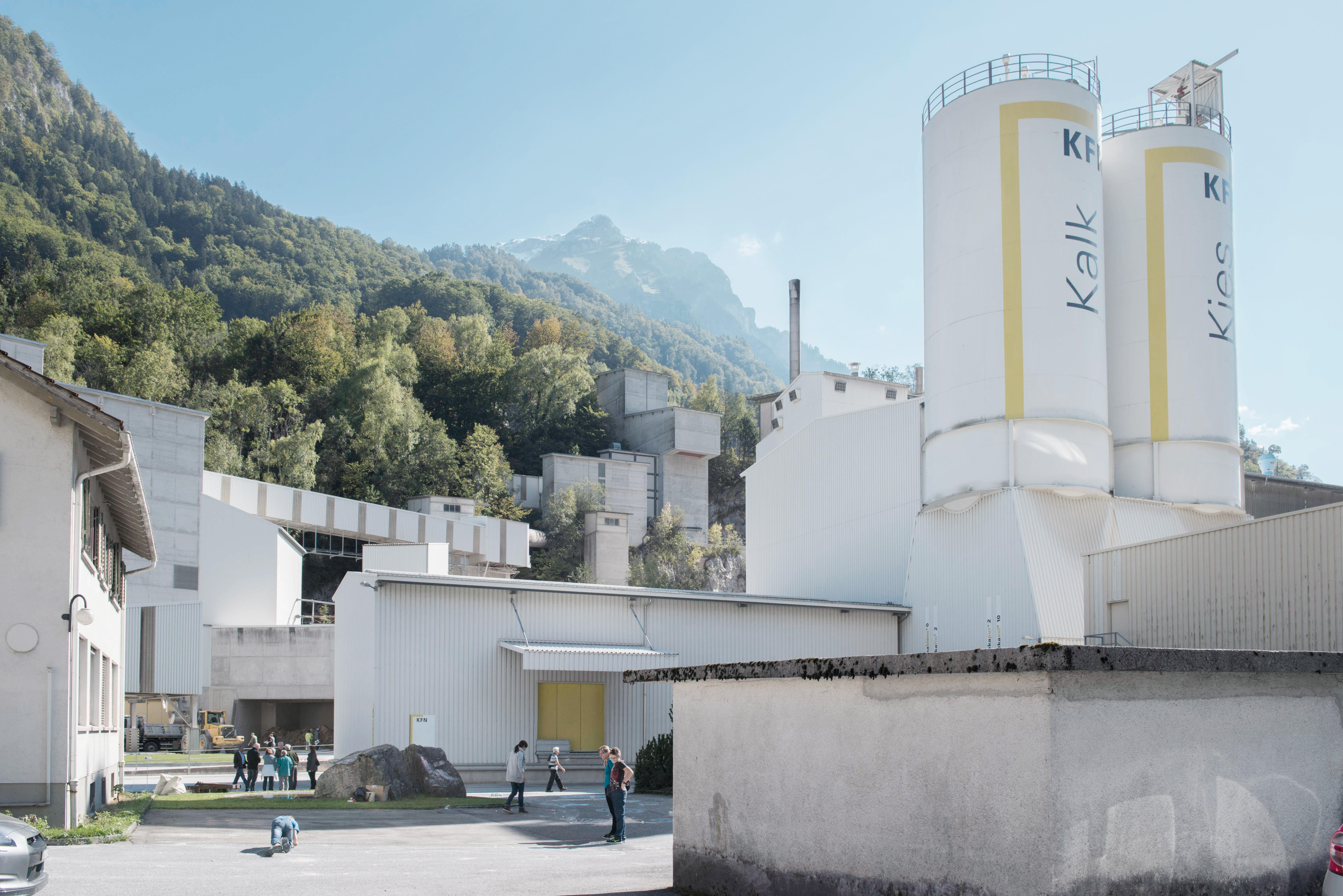
Die Kalkfabrik Netstal AG ist die einzige in der Schweiz ansässige Kalkfabrik.

Die Kalkfabrik Netstal, betrieben von der Kalkfabrik Netstal AG, (regional als die Chalchi bekannt) ist die einzige Kalkfabrik in der Schweiz. Der Kalkabbau erfolgt seit über einem Jahrhundert am Standort Netstal im Kanton Glarus. Jährlich produziert das Unternehmen rund 90‘000 Tonnen Weisskalk-Produkte, die in verschiedenen Branchen – beispielsweise im Bau, in der Medizin, bei Lebensmitteln oder dem Umweltschutz – zum Einsatz kommen. Dass sich die Umgebung von Netstal gut für den Kalkabbau eignet, hängt mit der Glarner Hauptüberschiebung und einer damit verbundenen Anomalie zusammen. So liegen üblicherweise jüngere Gesteinsschichten über älteren, in den Glarner Alpen ist diese Ordnung aber gestört. Der Abbau erfolgt im Tagebau.

## Geschichte

### Ursprung in Schwanden
Die Geschichte der Kalkfabrik Netstal AG begann Mitte des 19. Jahrhunderts in Schwanden im Kanton Glarus. Damals errichtete Stechermeister Zopfi im Tänniberg bei Schwanden eine Kalkbrennerei und ein Ziegelwerk. Sein Sohn Melchior Zopfi übernahm den Betrieb 1865 zunächst pachtweise und erwarb ihn dann im Jahr 1885 käuflich. 1900 war die Lagerstätte bei Schwanden erschöpft, weswegen sich Melchior Zopfi nach einem weiteren Kalksteinvorkommen umsah. Fündig wurde er am Elggis in Netstal, wo sich der heutige Standort der Kalkfabrik befindet. Die Konzession zum Abbau erhielt Zopfi 1899 und bereits im kommenden Jahr wurde die neue Kalkfabrik in Betrieb genommen.

### Wachstum am neuen Standort
Nach dem Umzug an den Elggis bei Netstal folgte eine Zeit, die vom Ausbau geprägt war. Ab 1904 baute Melchior Zopfi sechs handbeschickte Schachtöfen mit einer Leistung von je 20–25 Tagestonnen und erweiterte die Brennkapazität so laufend. 1910 erwarb er die stillgelegte Baumwolldruckerei Kubli, die dank der neu ausgebauten Wasserkraft ab 1912 den grössten Teil des Strombedarfs der Kalkfabrik erzeugte.  

### Auswirkungen der Kriege

Historische Aufnahme der erweiterten Kalkfabrik (um 1920).

Der Erste Weltkrieg führte für die Firma anfangs zu einer stark wachsenden Nachfrage. So verliessen 1917 und 1918 jeweils circa 50‘000 Tonnen Kalk das Werk, wovon bedeutende Mengen an die Zentralmächte gingen. Bis 1918 wuchs die Belegschaft auf 125 Mitarbeitende an. Später nahm der Absatz stark ab, 1921 wurde mit nur noch 9‘000 Tonnen Kalk ein Tiefpunkt erreicht.
1924 folgte die Umbenennung des Kalkwerkes Zopfi in die Kalkfabrik Netstal AG mit einem Aktienkapital von 400‘000 Franken. Um den Ausfall durch die sinkende Nachfrage auszugleichen, wurde ab 1925 Abfallschotter für Bau- und Strassenzwecke aufbereitet, später folgte die Herstellung von gemahlenem Kalk- und Kalksteinmehl. Die Weltwirtschaftskrise ab Ende der 1920er-Jahre sowie der Zweite Weltkrieg stellten die Kalkfabrik Netstal durch Absatzschwierigkeiten und Rohstoffmangel vor weitere Herausforderungen.

### Wachsende Leistungskapazität

Terrassenförmiger Tagebau im Steinbruch, der das landschaftliche Bild in Netstal prägt.

In der zweiten Hälfte des 20. Jahrhunderts folgten diverse Investitionen, um die Anlagen zu erneuern und die Zukunft der Kalkfabrik zu sichern. 1959 wurde ein neuer, mechanisierter und koksbetriebener Schachtofen gemeinsam mit einer Sortier- und Verladeanlage in Betrieb genommen, woraufhin der Bau eines zweiten Schachtofens folgte und die Produktionsmenge deutlich gesteigert wurde. Weitere Bauprojekte betrafen ein neues Bürohaus, ein Silogebäude mit Hydratabsackerei, zwei ölbeheizte Fiedler-Öfen sowie eine Abwasserkläranlage für den umweltschonenden Betrieb der Kieswaschanlage. Nach herausfordernden Jahren durch stark steigende Kokspreise profitierte die Kalkfabrik in den ausgehenden 1980er- und beginnenden 1990er-Jahren von wirtschaftlicher Prosperität.

### Zusätzliche Abbaugebiete erschlossen

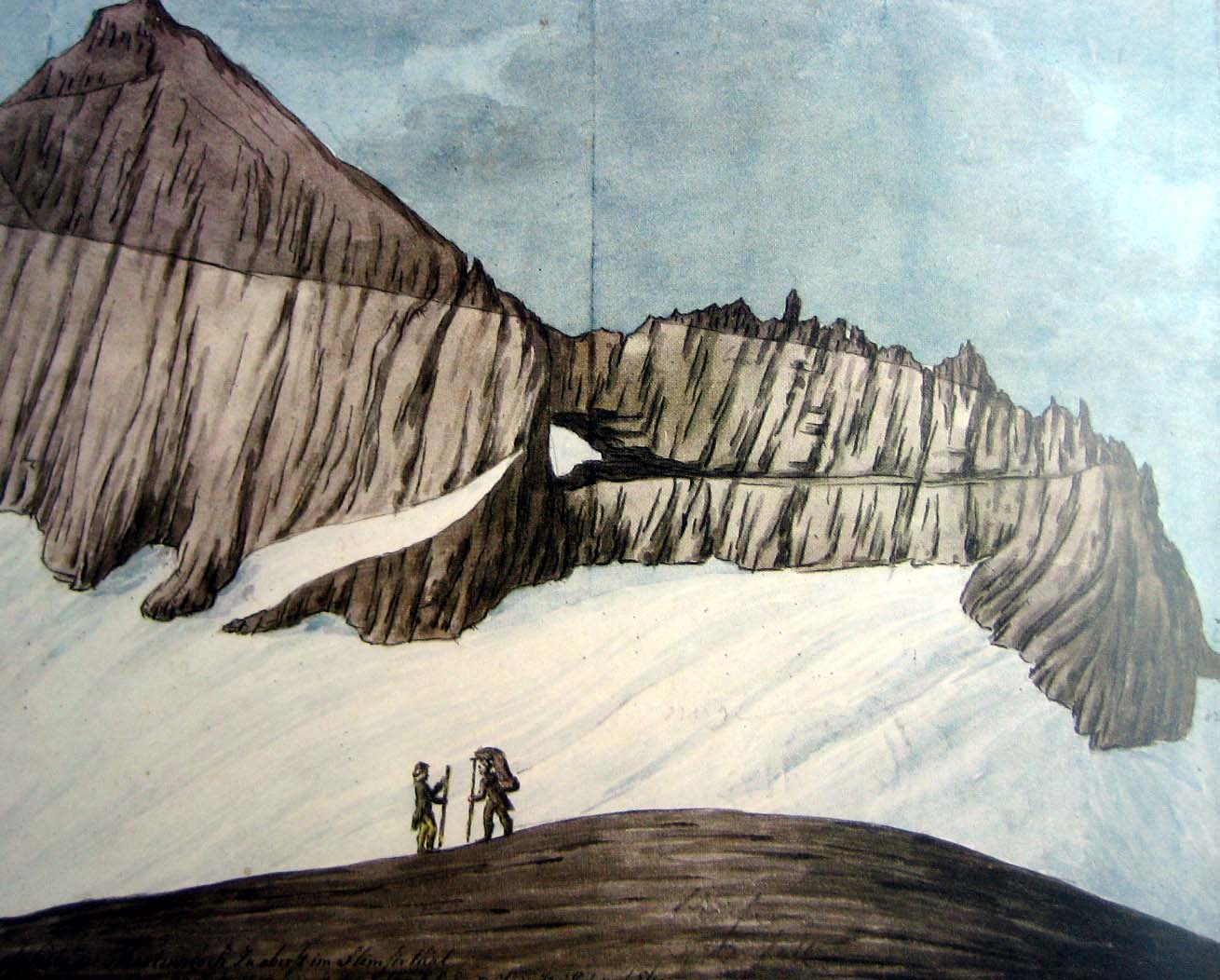
Beispielhafte Darstellung der Glarner Hauptüberschiebung, welche den Kalkabbau in der Region begünstigt (Aquarell von Hans Conrad Escher von der Linth).

Im Jahr 1994 stimmte die Gemeindeversammlung von Netstal der Erweiterung des Kalksteinbruchs in Richtung Sattel zu, die erste Sprengung im neuen Steinbruchareal erfolgte 1997. Im Jahr 2000 wurde eine zentrale Absack- und Palettier-Einrichtung gebaut, 2009 folgte mit einer neuen Brechanlage schliesslich der Ersatz der alten Anlagen. Die Gesamtinvestitionen beliefen sich damals auf 8,5 Millionen Franken, zwischen 2009 und 2015 investierte die Geschäftsleitung weitere rund 10 Millionen Franken in moderne Produktionsmittel und Produktentwicklungen.

### Absicherung für weitere 50 Jahre
Nach über 100 Jahren Geschäftstätigkeit wurde es für die mittlerweile fünfte Generation des Familienunternehmens gegen Ende der 2010er Jahre Zeit, die langfristige Zukunft zu planen. Aufgrund der absehbaren Erschöpfung der bisherigen Abbauzone am Elggis startete die Kalkfabrik Netstal AG 2013 ein Erweiterungsprojekt für zwei weitere Abbaugebiete: Gründen und Elggis Süd. Der diesbezügliche Bewilligungsprozess wurde über mehrere Monate von der Bevölkerung kontrovers diskutiert, es formte sich u. a. eine regionale Gruppe, die ein Referendum gegen die Erweiterung ergriff. Die Genehmigung zum Ausbau wurde schließlich Ende November 2020 erteilt. Die Erschließung der neuen Gebiete soll die Fortsetzungen der Abbauarbeiten für die kommenden 50 Jahre sicherstellen. Basierend auf einem bewilligten Projekt aus dem Jahr 2006, starteten die Vorbereitungsarbeiten für den Abbau im Bereich Ober Elggis bereits zuvor. Nach aufwendigen Arbeiten zur Erschliessung der neuen Kalkvorkommen konnte das Projekt mit der Inbetriebnahme der dazugehörigen 25-Tonnen-Materialseilbahn im August 2024 abgeschlossen werden. Diese kommt zum Einsatz, um Kalkgestein talwärts zum Fabrikgelände zu transportieren. Dabei produziert die Seilbahn im laufenden Betrieb mehr Strom als sie verbraucht.